# Друри-Лейн (улица)
Друри-Лейн (англ. Drury Lane) — улица в лондонском районе Ковент-Гарден, соединяющая Олдвич с Холборном. Северный отрезок относится к боро Камден, южный — к Вестминстеру. Известна главным образом благодаря расположенному здесь старинному театру Друри-Лейн.
Улица получила имя сэра Уильяма Друри, к резиденции которого она вела. Дом сэра Уильяма Друри был построен во времена королевы Елизаветы I. Придворные, собиравшиеся в его доме, были причастны к восстанию графа Эссекского. За домом был разбит небольшой сад. В XVIII веке Друри-Лейн прослыла в английской литературе логовом разврата — здесь были устроены многочисленные притоны и распивочные.